# Boualem Sansal
Boualem Sansal (Theniet El Had, 1949. október 15. –) algériai író.

## Életrajza
Boualem Sansal Tissemsiltben, Théniet El Hadban született. Mérnöknek készült, közgazdasági doktori fokozatot szerzett, és 50 évesen kezdett regényeket írni, miután nyugdíjba vonult az algériai kormány magas rangú tisztviselőjeként. Mohamed Boudiaf elnök 1992-es meggyilkolása és az iszlám fundamentalizmus felemelkedése Algériában inspirálta arra, hogy írjon országáról. Sansal továbbra is Algériában él feleségével és két lányával annak ellenére, hogy a könyvei hazájában vitákat váltottak ki. A 2007-es berlini Nemzetközi Irodalmi Fesztiválon „saját országába száműzött” íróként mutatták be. Azt állítja, hogy Algéria az iszlám szélsőségesség bástyájává válik, és az ország elveszti intellektuális és erkölcsi alapjait.
2024 novemberében Boualem Sansalt a rendőrség őrizetbe vette Algírban. A „nemzeti egység aláásása” miatt elítélés fenyegeti, Boualem Sansal ellen büntetőeljárás is indul. Letartóztatását az Algériai Sajtószolgálat megerősítette, és az irodalmárok követelik szabadon bocsátását. 2024 decemberében Boualem Sansalt, aki rossz egészségi állapotban volt, ápolási osztályra szállították.

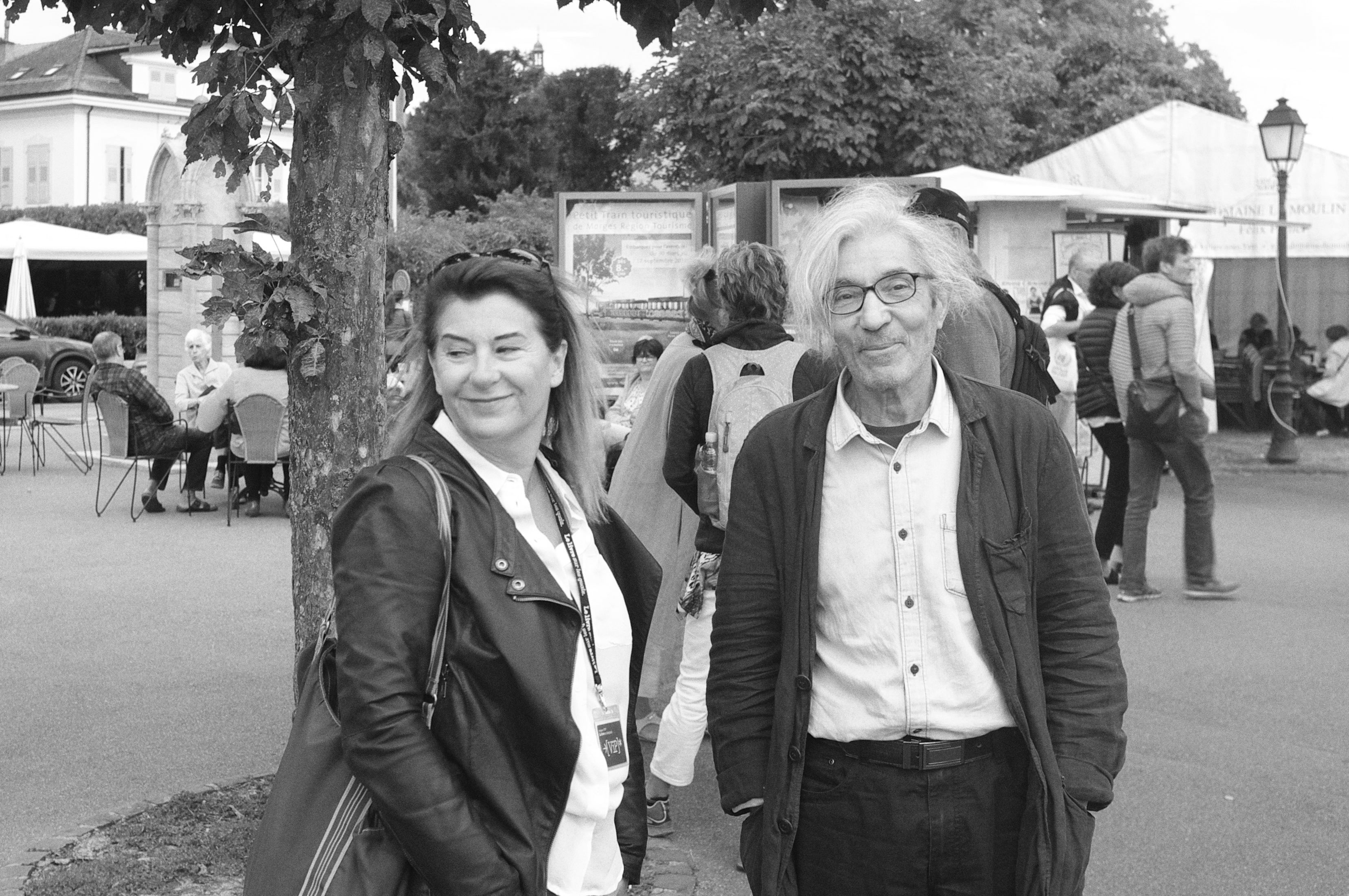
Morges-ban, 2018-ban

Sansal franciául ír.

## Megjelent művei

### Regények
- 1999: Le Serment des barbares, Gallimard. Prix du Premier Roman 1999. Prix Tropiques, AFD, 1999
- 2000: L'Enfant fou de l'arbre creux, Gallimard. Prix Michel Dard
- 2003: Dis-moi le paradis, Gallimard
- 2005: Harraga, Gallimard
- 2008: Le village de l'Allemand ou le journal des frères Schiller, Gallimard. Grand prix RTL-Lire 2008, Grand prix de la francophonie bestowed by the Académie française 2008 -Prix Nessim Habif- (Académie royale de langue et de littérature françaises de Belgique)
- 2011: Rue Darwin, Gallimard
- 2015: 2084: La fin du monde, Gallimard. Grand Prix du roman de l'Académie française[16]
- 2018: Le Train d'Erlingen ou la Métamorphose de Dieu, Gallimard
- 2021: Lettre d’amitié, de respect et de mise en garde aux peuples et aux nations de la terre, Gallimard

### Novellák
- 2001: La voix, Gallimard-Le Monde
- 2005: La vérité est dans nos amours perdues, in "Des nouvelles d'Algérie", ed Métailié
- 2004: La Femme sans nom Littera et l'Aube
- 2005: Homme simple cherche évènement heureux, Le Monde
- 2005: Tous les bonheurs ne valent pas le déplacement, Magazine des Beaux Arts
- 2006: La Terrible nouvelle, Le Monde

### Esszék
- 2006: Poste restante: Alger, lettre de colère et d'espoir à mes compatriotes, Gallimard
- 2007: Petit éloge de la mémoire, Gallimard

### Szakirodalom
- 1986: La Combustion dans les turboréacteurs, OPU, Alger
- 1989: La Mesure de la productivité, OPU, Alger

### Magyarul
- 2084: A világ vége (2084: La fin du monde) – Európa, Budapest 2017 · ISBN 9789634056959 · Fordította: Vargyas Zoltán

## Fordítás
- Ez a szócikk részben vagy egészben  a   Boualem Sansal című angol Wikipédia-szócikk fordításán alapul.  Az eredeti cikk szerkesztőit annak laptörténete sorolja fel. Ez a jelzés csupán a megfogalmazás eredetét és a szerzői jogokat jelzi, nem szolgál a cikkben szereplő információk forrásmegjelöléseként.